# Apòstrofe
|  | No s'ha de confondre amb Apòstrof. |

L'apòstrofe és un recurs literari consistent a dirigir-se cap a una entitat no animada o abstracta, per exemple «Oh, sol, escolta'm!».
A diferència de la personificació, l'apòstrofe considera aquesta entitat com a vocatiu, és a dir, com a possible destinatari del discurs literari. Sovint va separada d'una coma o dins d'un incís. Sol anar acompanyada d'una exclamació o mecanisme per denotar èmfasi, incloent-hi interjeccions.